# فهرست زبان‌ها بر پایه جمعیت گویشوران بومی

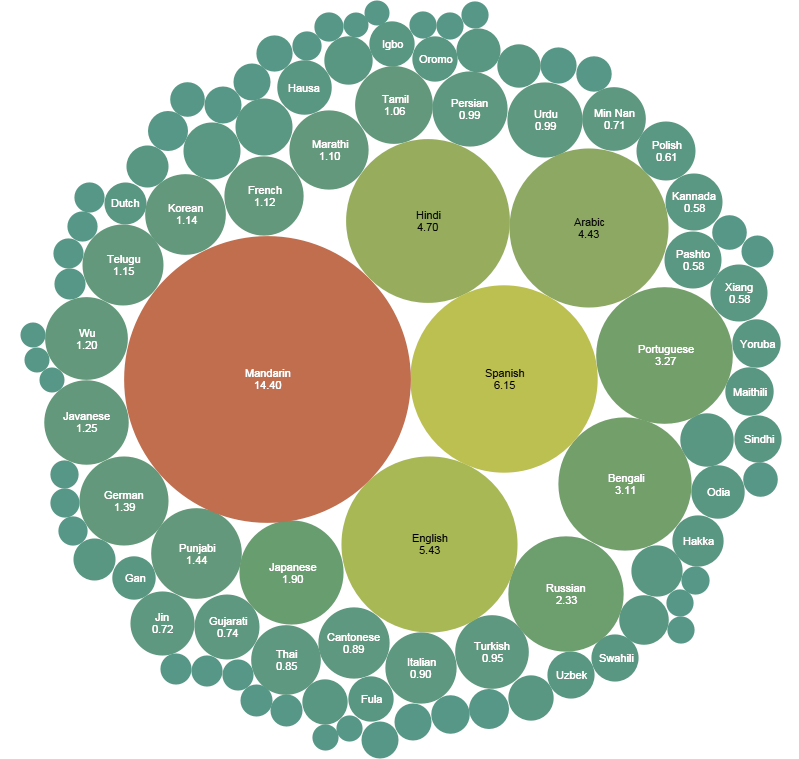
نمودار حبابی از زبان‌ها بر پایه جمعیت سخنگویان بومی

در اینجا فهرست زبان‌ها بر پایه جمعیت سخنگویان بومی ارائه شده‌است. زبان بومی یا زبان مادری به نخستین زبان یا زبان‌هایی گفته می‌شود که کودک سخن گفتن به آن را یادمی‌گیرد یا آن را پیش از سن بحرانی می‌آموزد.
در بدست آوردن جمعیت گویشوران به دلیل تغییر جمعیت و تغییر زبان با گذشت زمان، مشکلاتی وجود دارد. در برخی مناطق، داده‌های سرشماری قابل اعتماد وجود ندارد، داده‌ها قدیمی هستند یا ممکن است سرشماری‌ها، زبان‌ها را ضبط نکند یا به صورت مبهم ضبط کند. گاهی به دلایل سیاسی، جمعیت گویشوران به صورت اغراق‌آمیزی زیاد می‌شوند، یا ممکن است گویشوران زبان‌های اقلیت به نفع زبان ملی کمتر گزارش شوند.

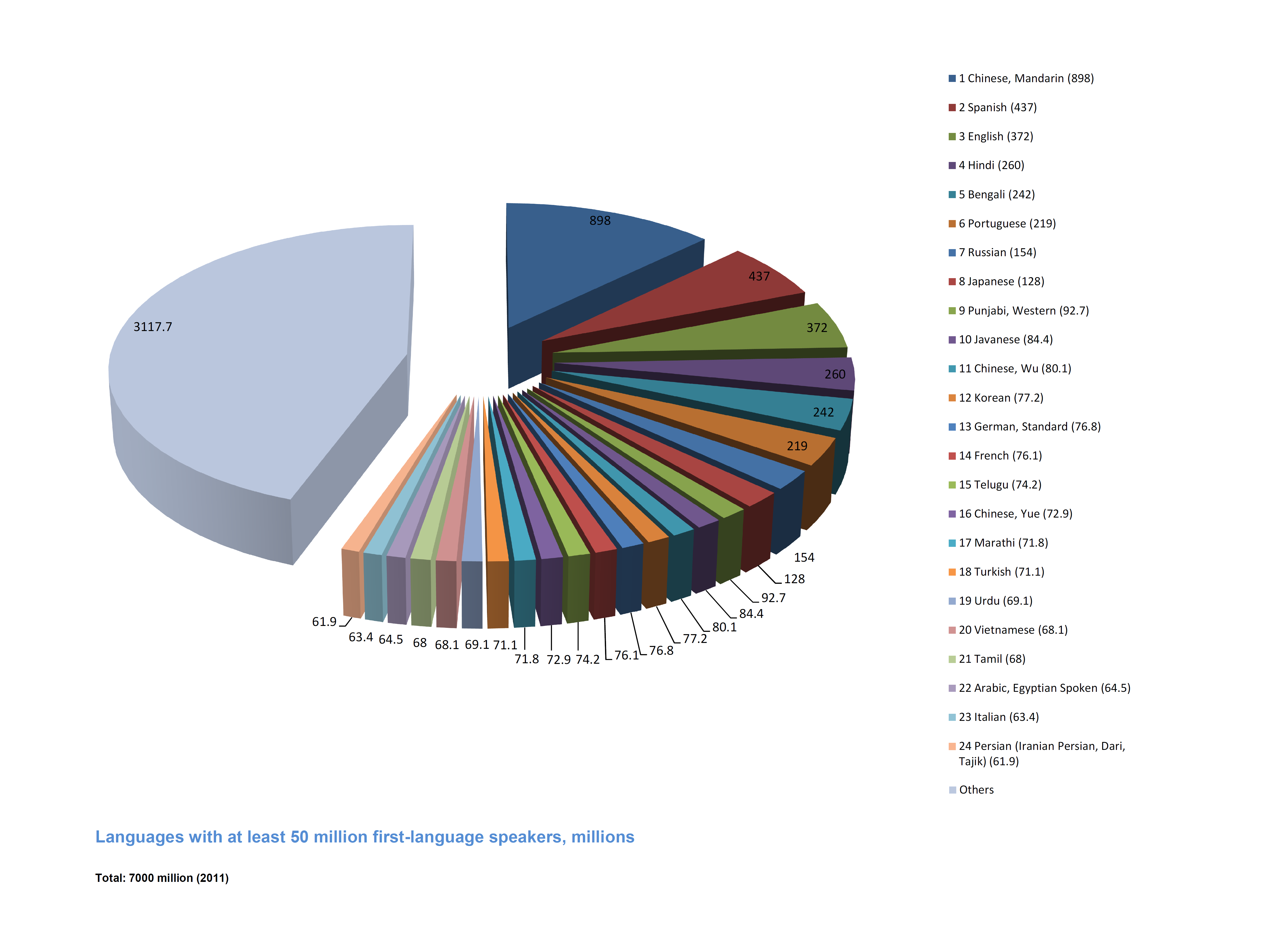
نمودار دایره‌ای از زبان‌ها بر پایه جمعیت سخنگویان بومی توسط اتنولوگ

## فهرست
فهرست زیر شامل زبان‌هایی می‌شود که در ویرایش ۲۰۱۹ اتنولوگ بیش از ۱۰ میلیون سخنگو داشته‌اند.
| رتبه | زبان                              | سخنگویان (میلیون) | درصد از جهان (مارس ۲۰۱۹) | خانواده زبانی | شاخه             |
| ---- | --------------------------------- | ----------------- | ------------------------ | ------------- | ---------------- |
| ۱    | چینی ماندارین                     | ۹۱۸               | ۱۱٫۹۲۲٪                  | چینی-تبتی     | چینی             |
| ۲    | اسپانیایی                         | ۴۸۰               | ۵٫۹۹۴٪                   | هندواروپایی   | رومی             |
| ۳    | انگلیسی                           | ۳۷۹               | ۴٫۹۲۲٪                   | هندواروپایی   | ژرمنی            |
| ۴    | پرتغالی                           | ۳۴۶               | ۴٫۴۵۰٪                   | هندواروپایی   | رومی             |
| ۵    | زبان هندی (هندوستانی سانسکریت‌شده) | ۳۴۱               | ۴٫۴۲۹٪                   | هندواروپایی   | هندوآریایی       |
| ۶    | بنگالی                            | ۲۲۸               | ۲٫۹۶۱٪                   | هندواروپایی   | هندوآریایی       |
| ۷    | روسی                              | ۱۵۴               | ۲٫۰۰۰٪                   | هندواروپایی   | بالتواسلاوی      |
| ۸    | ژاپنی                             | ۱۲۸               | ۱٫۶۶۲٪                   | ژاپنی         | ژاپنی            |
| ۹    | پنجابی غربی                       | ۹۲٫۷              | ۱٫۲۰۴٪                   | هندواروپایی   | هندوآریایی       |
| ۱۰   | فارسی(ایرانی، دری و تاجیکی)       | ۸۴                | ۱٫۰۸۵٪                   | هندواروپایی   | ایرانی           |
| ۱۱   | مراتی                             | ۸۳٫۱              | ۱٫۰۷۹٪                   | هندواروپایی   | هندوآریایی       |
| ۱۲   | تلوگو                             | ۸۲٫۰              | ۱٫۰۶۵٪                   | دراویدی       | دراویدی          |
| ۱۴   | ترکی استانبولی                    | ۸۲                | ۱٫۰۵۷٪                   | ترکی          | اوغوز            |
| ۱۳   | زبان چینی وو                      | ۸۰                | ۱/۰۳۱٪                   | چینی-تبتی     | چینی             |
| ۱۵   | کره‌ای                             | ۷۷٫۳              | ۱٫۰۰۴٪                   | کره‌ای         | تک خانواده       |
| ۱۶   | فرانسوی                           | ۷۷٫۲              | ۱٫۰۰۳٪                   | هندواروپایی   | رومی             |
| ۱۷   | آلمانی(فقط آلمانی معیار)          | ۷۶٫۱              | ۰٫۹۸۸٪                   | هندواروپایی   | ژرمنی            |
| ۱۸   | ویتنامی                           | ۷۶٫۰              | ۰٫۹۸۷٪                   | آستروآسیایی   | ویتی             |
| ۱۹   | تامیلی                            | ۷۵٫۰              | ۰٫۹۷۴٪                   | چینی-تبتی     | چینی             |
| ۲۰   | زبان چینی یوئی                    | ۷۳٫۱              | ۰٫۹۴۹٪                   | چیتی-تبتی     | چینی             |
| ۲۱   | اردو                              | ۶۸٫۶              | ۰٫۸۹۱٪                   | هندواروپایی   | هندوآریایی       |
| ۲۲   | جاوه‌ای                            | ۶۸٫۳              | ۰٫۸۸۷٪                   | آسترونزیایی   | مالایو-پلی‌نزیایی |
| ۲۳   | ایتالیایی                         | ۶۴٫۸٪             | ۰٫۸۴۲٪                   | هندواروپایی   | رومی             |
| ۲۴   | زبان عربی مصری                    | ۶۴٫۶              | ۰٫۸۳۹٪                   | آفروآسیایی    | سامی             |
| ۲۵   | گجراتی                            | ۵۶٫۴              | ۰٫۷۳۲٪                   | هندواروپایی   | هندوآریایی       |
| ۲۶   | بوجپوری                           | ۵۲٫۲              | ۰٫۶۷۸٪                   | هندواروپایی   | هندوآریایی       |
| ۲۷   | مین جنوبی                         | ۵۰٫۱              | ۰٫۶۵۱٪                   | چینی-تبتی     | چینی             |
| ۲۸   | چینی هاکا                         | ۴۸٫۲              | ۰٫۶۲۶٪                   | چینی-تبتی     | چینی             |
| ۲۹   | چینی جین                          | ۴۶٫۹              | ۰٫۶۰۹٪                   | چینی-تبتی     | چینی             |
| ۳۰   | هوسه                              | ۴۳٫۹              | ۰٫۵۷۰٪                   | آفروآسیایی    | چادی             |
| ۳۱   | زبان کانارا                       | ۴۳٫۶              | ۰٫۵۶۶٪                   | دراویدی       | جنوبی            |
| ۳۲   | اندونزیایی (مالایی اندونزیایی)    | ۴۳٫۴              | ۰٫۵۶۴٪                   | آسترونزیایی   | مالایو-پلی‌نزیایی |
| ۳۳   | لهستانی                           | ۳۹٫۷              | ۰٫۵۱۶٪                   | هندواروپایی   | بالتواسلاوی      |
| ۳۴   | یوروبایی                          | ۳۷٫۸              | ۰٫۴۹۱٪                   | نیجر-کنگو     | ولتا-نیجر        |
| ۳۵   | چینی شیانگ                        | ۳۷٫۳              | ۰٫۴۸۴٪                   | چینی-تبتی     | چینی             |
| ۳۶   | مالایالم                          | ۳۷٫۱              | ۰٫۴۸۲٪                   | دراویدی       | جنوبی            |
| ۳۷   | اوریه                             | ۳۴٫۵              | ۰٫۴۴۸٪                   | هندواروپایی   | هندوآریایی       |
| ۳۸   | مایتهیلی                          | ۳۳٫۹              | ۰٫۴۴۰٪                   | هندواروپایی   | هندوآریایی       |
| ۳۹   | برمه‌ای                            | ۳۲٫۹              | ۰٫۴۲۷٪                   | چینی-تبتی     | لولو-برمه‌ای      |
| ۴۰   | پنجابی شرقی                       | ۳۲٫۶              | ۰٫۴۲۳٪                   | هندواروپایی   | هندوآریایی       |
| ۴۱   | سوندایی                           | ۳۲٫۴              | ۰٫۴۲۱٪                   | آسترونزیایی   | مالایو-پلی‌نزیایی |
| ۴۲   | عربی سودانی                       | ۳۱٫۹              | ۰٫۴۱۴٪                   | آفروآسیایی    | سامی             |
| ۴۳   | عربی الجزایری                     | ۲۹٫۴              | ۰٫۳۸۲٪                   | آفروآسیایی    | سامی             |
| ۴۴   | عربی مراکشی                       | ۲۷٫۵              | ۰٫۳۵۷٪                   | آفروآسیایی    | سامی             |
| ۴۵   | اوکراینی                          | ۲۷٫۳              | ۰٫۳۵۵٪                   | هندواروپایی   | بالتواسلاوی      |
| ۴۶   | ایگبو                             | ۲۷٫۰              | ۰٫۳۵۱٪                   | نیجر-کنگو     | ولتا-نیجر        |
| ۴۷   | ازبکی شمالی                       | ۲۵٫۱              | ۰٫۳۲۶٪                   | ترکی          | قارلقی           |
| ۴۸   | سندی                              | ۲۴٫۶              | ۰٫۳۱۹٪                   | هندواروپایی   | هندوآریایی       |
| ۴۹   | عربی شامی شمالی                   | ۲۴٫۶              | ۰٫۳۱۹٪                   | آفروآسیایی    | سامی             |
| ۵۰   | رومانیایی                         | ۲۴٫۳              | ۰٫۳۱۶٪                   | هندواروپایی   | رومی             |
| ۵۱   | تاگالوگ                           | ۲۳٫۶              | ۰٫۳۰۶٪                   | آسترونزیایی   | مالایو-پلی‌نزیایی |
| ۵۲   | هلندی                             | ۲۳٫۱              | ۰٫۳۰۰٪                   | هندواروپایی   | ژرمنی            |
| ۵۳   | عربی صعیدی                        | ۲۲٫۴              | ۰٫۲۹۱٪                   | آفروآسیایی    | سامی             |
| ۵۴   | چینی گن                           | ۲۲٫۱              | ۰٫۲۸۷٪                   | چینی-تبتی     | چینی             |
| ۵۵   | زبان امهری                        | ۲۱٫۹              | ۰٫۲۸۴٪                   | آفروآسیایی    | سامی             |
| ۵۶   | پشتوی شمالی                       | ۲۰٫۹              | ۰٫۲۷۱٪                   | هندواروپایی   | ایرانی           |
| ۵۷   | ماگهی                             | ۲۰٫۷              | ۰٫۲۶۹٪                   | هندواروپایی   | هندوآریایی       |
| ۵۸   | تای                               | ۲۰٫۷              | ۰٫۲۶۹٪                   | کرا-دای       | تای              |
| ۵۹   | سرائیکی                           | ۲۰٫۰              | ۰٫۲۶۰٪                   | هندواروپایی   | هندوآریایی       |
| ۶۰   | خمر                               | ۱۶٫۶              | ۰٫۲۱۶٪                   | آستروآسیایی   | خمر              |
| ۶۱   | چتیسگری                           | ۱۶٫۳              | ۰٫۲۱۲٪                   | هندواروپایی   | هندوآریایی       |
| ۶۲   | سومالیایی                         | ۱۶٫۲              | ۰٫۲۱۰٪                   | آفروآسیایی    | کوشی             |
| ۶۳   | مالزیایی (مالایی مالزیایی)        | ۱۶٫۱              | ۰٫۲۰۹٪                   | آسترونزیایی   | مالایو-پلی‌نزیایی |
| ۶۴   | سبوانو                            | ۱۵٫۹              | ۰٫۲۰۶٪                   | آسترونزیایی   | مالایو-پلی‌نزیایی |
| ۶۵   | نپالی                             | ۱۵٫۸              | ۰٫۲۰۵٪                   | هندواروپایی   | هندوآریایی       |
| ۶۶   | عربی عراقی                        | ۱۵٫۷              | ۰٫۲۰۴٪                   | آفروآسیایی    | سامی             |
| ۶۷   | آسامی                             | ۱۵٫۳              | ۰٫۱۹۹٪                   | هندواروپایی   | هندوآریایی       |
| ۶۸   | سینهالی                           | ۱۵٫۳              | ۰٫۱۹۹٪                   | هندواروپایی   | هندوآریایی       |
| ۶۹   | کوردی کرمانجی                     | ۱۴٫۶              | ۰٫۱۹۰٪                   | هندواروپایی   | ایرانی           |
| ۷۰   | عربی حجازی                        | ۱۴٫۵              | ۰٫۱۸۸٪                   | آفروآسیایی    | سامی             |
| ۷۱   | فولانی نیجریه‌ای                   | ۱۴٫۵              | ۰٫۱۸۸٪                   | نیجر-کنگو     | سنگامبیایی       |
| ۷۲   | باواریایی                         | ۱۴٫۱              | ۰٫۱۸۳٪                   | هندواروپایی   | ژرمنی            |
| ۷۳   | ترکی آذری                         | ۱۶                | ۰٫۱۷۹٪                   | ترکی          | اوغوز            |
| ۷۴   | یونانی                            | ۱۳٫۱              | ۰٫۱۷۰٪                   | هندواروپایی   | هلنی‌تبار         |
| ۷۵   | چیتاگونی                          | ۱۳٫۰              | ۰٫۱۶۹٪                   | هندواروپایی   | هندوآریایی       |
| ۷۶   | قزاقی                             | ۱۲٫۹              | ۰٫۱۶۸٪                   | ترکی          | قبچاقی           |
| ۷۷   | دکنی                              | ۱۲٫۸              | ۰٫۱۶۶٪                   | هندواروپایی   | هندوآریایی       |
| ۷۸   | مجاری                             | ۱۲٫۶              | ۰٫۱۶۴٪                   | اورالی        | اوگری            |
| ۷۹   | رواندایی                          | ۱۲٫۱              | ۰٫۱۵۷٪                   | نیجر-کنگو     | بانتو            |
| ۸۰   | زولو                              | ۱۲٫۱              | ۰٫۱۵۷٪                   | نیجر-کنگو     | بانتو            |
| ۸۱   | عربی شامی جنوبی                   | ۱۱٫۶              | ۰٫۱۵۱٪                   | آفروآسیایی    | سامی             |
| ۸۲   | عربی تونسی                        | ۱۱٫۶              | ۰٫۱۵۱٪                   | آفروآسیایی    | سامی             |
| ۸۳   | عربی صنعایی                       | ۱۱٫۴              | ۰٫۱۴۸٪                   | آفروآسیایی    | سامی             |
| ۸۴   | مین شمالی                         | ۱۱٫۰              | ۰٫۱۴۳٪                   | چینی-تبتی     | چینی             |
| ۸۵   | پشتوی جنوبی                       | ۱۰٫۹              | ۰٫۱۴۲٪                   | هندواروپایی   | ایرانی           |
| ۸۶   | روندی                             | ۱۰٫۸              | ۰٫۱۴۰٪                   | نیجر-کنگو     | بانتو            |
| ۸۷   | چکی                               | ۱۰٫۷              | ۰٫۱۳۹٪                   | هندواروپایی   | بالتواسلاوی      |
| ۸۸   | عربی تعزی-عدنی                    | ۱۰٫۵              | ۰٫۱۳۶٪                   | آفروآسیایی    | سامی             |
| ۸۹   | اویغوری                           | ۱۰٫۴              | ۰٫۱۳۵٪                   | ترکی          | قارلقی           |
| ۹۰   | مین شرقی                          | ۱۰٫۳              | ۰٫۱۳۴٪                   | چینی-تبتی     | چینی             |
| ۹۱   | سیلهتی                            | ۱۰٫۳              | ۰٫۱۳۴٪                   | هندواروپایی   | هندوآریایی       |